# Sistema fotometrico
In astronomia si definisce sistema fotometrico un insieme di bande di filtri con una sensibilità nota alla radiazione incidente, la quale dipende solitamente dal sistema ottico, dai rilevatori e dai filtri utilizzati. Per ciascun sistema fotometrico è presa come standard una stella, il cui indice di colore è preso come valore 0.
Il primo sistema fotometrico standardizzato ad essere sviluppato è stato il Johnson-Morgan, meglio noto come sistema fotometrico UBV (1953); al giorno d'oggi si contano oltre 200 sistemi standardizzati.
I sistemi fotometrici si distinguono in base alle dimensioni delle bande di lunghezze d'onda sfruttate:
- banda larga, con bande più estese di 30 nm (di cui fa parte il sistema UBV);
- banda intermedia, compresa tra 10 e 30 nm;
- banda stretta, inferiore a 10 nm.

## Lettere impiegate in fotometria
Gli astrofisici fanno uso delle lettere dell'alfabeto per designare una regione dello spettro elettromagnetico caratterizzata da una propria lunghezza d'onda. La maggior parte delle lettere è compresa tra l'ultravioletto vicino, il visibile e la gran parte dell'infrarosso vicino.
L'indaco e il ciano non sono considerati colori standard; l'arancione, il giallo e il verde ricadono entro la banda del visibile, mentre il violetto e il viola cadono nelle bande del blu.
Nota, le lettere non sono considerate uno standard, ma sono solo riconosciute dagli astrofisici.
| Lettera del filtro | Punto medio della radiazione effettiva λeff per il filtro standard | FWHM          | Variante/i                          | Descrizione                  |
| Ultravioletto      | Ultravioletto                                                      | Ultravioletto | Ultravioletto                       | Ultravioletto                |
| ------------------ | ------------------------------------------------------------------ | ------------- | ----------------------------------- | ---------------------------- |
| U                  | 365 nm                                                             | 66 nm         | u, u', u*                           | "U" sta per "ultravioletto". |
| Visibile           |                                                                    |               |                                     |                              |
| B                  | 445 nm                                                             | 94 nm         | b                                   | "B" sta per "blu".           |
| V                  | 551 nm                                                             | 88 nm         | v, v'                               | "V" sta per "visibile".      |
| G                  |                                                                    |               | g, g'                               | "G" sta per "green" (verde). |
| R                  | 658 nm                                                             | 138 nm        | r, r', R', Rc, Re, Rj               | "R" sta per "rosso".         |
| Infrarosso vicino  |                                                                    |               |                                     |                              |
| I                  | 806 nm                                                             | 149 nm        | i, i', Ic, Ie, Ij                   | "I" sta per "infrarosso".    |
| Z                  |                                                                    |               | z, z'                               |                              |
| Y                  | 1020 nm                                                            | 120 nm        | y                                   |                              |
| J                  | 1220 nm                                                            | 213 nm        | J', Js                              |                              |
| H                  | 1630 nm                                                            | 307 nm        |                                     |                              |
| K                  | 2190 nm                                                            | 390 nm        | K Continuum, K', Ks, Klong, K8, nbK |                              |
| L                  | 3450 nm                                                            | 472 nm        | L', nbL'                            |                              |
| Infrarosso medio   |                                                                    |               |                                     |                              |
| M                  | 4750 nm                                                            | 460 nm        | M', nbM                             |                              |
| N                  |                                                                    |               | N1, N2, N3                          |                              |
| Q                  |                                                                    |               | Q'                                  |                              |

## Filtri utilizzati
La seguente tabella mostra i filtri attualmente in uso da parte di telescopi o enti osservativi.
Unità di misura:
- Å = Ångström
- nm = nanometro
- μm = micron

| Nome                                | Filtri                                           | Filtri                                           | Filtri                                           | Filtri                                           | Filtri                                           | Filtri                                           | Filtri                                           | Filtri                                           | Filtri                                           | Link |
| ----------------------------------- | ------------------------------------------------ | ------------------------------------------------ | ------------------------------------------------ | ------------------------------------------------ | ------------------------------------------------ | ------------------------------------------------ | ------------------------------------------------ | ------------------------------------------------ | ------------------------------------------------ | --- |
| telescopio da 2,2 m - La Silla, ESO | J = 1,24 µm                                      | H = 1,63 µm                                      | K = 2,19 µm                                      | L' = 3,78 µm                                     | M = 4,66 µm                                      | N1 = 8,36 µm                                     | N2 = 9,67 µm                                     | N3 = 12,89 µm                                    |                                                  | telescopio da 2,2 m - La Silla, ESO                                                                           |
| 2MASS                               | J = 1,25 µm                                      | H = 1,65 µm                                      | Ks = 2,15 µm                                     |                                                  |                                                  |                                                  |                                                  |                                                  |                                                  | Two Micron All-Sky Survey                                                                                     |
| CFHTLS (Megacam)                    | u* = 374 nm                                      | g' = 487 nm                                      | r' = 625 nm                                      | i' = 770 nm                                      | z' = 890 nm                                      |                                                  |                                                  |                                                  |                                                  | Canada-France-Hawaii Telescope                                                                                |
| Chandra X-ray Observatory           | LETG = 0,08-0,2 keV                              | HETG = 0,4-10 keV                                |                                                  |                                                  |                                                  |                                                  |                                                  |                                                  |                                                  | Chandra X-ray Observatory                                                                                     |
| CTIO                                | J = 1,20 µm                                      | H = 1,60 µm                                      | K = 2,20 µm                                      | L = 3,50 µm                                      |                                                  |                                                  |                                                  |                                                  |                                                  | Cerro Tololo Inter-American Observatory, divisione del NOAO                                                   |
| Cousin RI photometry                | Rc = 647 nm                                      | Ic = 786,5 nm                                    |                                                  |                                                  |                                                  |                                                  |                                                  |                                                  |                                                  | Cousin RI photometry, 1976                                                                                    |
| DENIS                               | I = 0,79 µm                                      | J = 1,24 µm                                      | K = 2,16 µm                                      |                                                  |                                                  |                                                  |                                                  |                                                  |                                                  | Deep Near Infrared Survey                                                                                     |
| Eggen RI photometry                 | Re = 635 nm                                      | Ie = 790 nm                                      |                                                  |                                                  |                                                  |                                                  |                                                  |                                                  |                                                  | Eggen RI photometry, 1965                                                                                     |
| FIS                                 | N60 = 65,00 µm                                   | WIDES-S = 75,00 µm                               | WIDE-L = 145,00 µm                               | N160 = 160,00 µm                                 |                                                  |                                                  |                                                  |                                                  |                                                  | Far-Infrared Surveyor on board, telescopio spaziale AKARI                                                     |
| GALEX                               | NUV = 1800-2750Å                                 | FUV = 1400-1700Å                                 |                                                  |                                                  |                                                  |                                                  |                                                  |                                                  |                                                  | GALaxy Evolution Explorer                                                                                     |
| GOODS (Hubble ACS)                  | B = 435 nm                                       | V = 606 nm                                       | i = 775 nm                                       | z = 850 nm                                       |                                                  |                                                  |                                                  |                                                  |                                                  | Advanced Camera for Surveys sul telescopio spaziale Hubble                                                    |
| HAWC                                | Band 1 = 53 µm                                   | Band 2 = 88 µm                                   | Band 3 = 155 µm                                  | Band 4 = 215 µm                                  |                                                  |                                                  |                                                  |                                                  |                                                  | High-resolution Airborne Wideband Camera - SOFIA                                                              |
| HDF                                 | 450 nm                                           | 606 nm                                           | 814 nm                                           |                                                  |                                                  |                                                  |                                                  |                                                  |                                                  | Hubble Deep Field dal telescopio Hubble                                                                       |
| IRTF NSFCAM                         | J = 1,26 µm                                      | H = 1,62 µm                                      | K' = 2,12 µm                                     | Ks = 2,15 µm                                     | K = 2,21 µm                                      | L = 3.50 µm                                      | L' = 3,78 µm                                     | M' = 4,78 µm                                     | M = 4,85 µm                                      | NASA Infrared Telescope Facility NSFCAM                                                                       |
| ISAAC UTI/VLT                       | Js = 1,2 µm                                      | H = 1.6 µm                                       | Ks = 2,2 µm                                      | L = 3.78 µm                                      | Brα = 4,07 µm                                    |                                                  |                                                  |                                                  |                                                  | Infrared Spectrometer And Array Camera at Very Large Telescope                                                |
| Johnson system (UBV)                | U = 364 nm                                       | B = 442 nm                                       | V = 540 nm                                       |                                                  |                                                  |                                                  |                                                  |                                                  |                                                  | Sistema fotometrico UBV                                                                                       |
| OMC                                 | Johnson V-filter = 500-580 nm                    |                                                  |                                                  |                                                  |                                                  |                                                  |                                                  |                                                  |                                                  | Optical Monitor Camera sull'INTEGRAL                                                                          |
| Pan-STARRS                          | usa i filtri u,g,r,i,z dello Sloan + y = 1005 nm | usa i filtri u,g,r,i,z dello Sloan + y = 1005 nm | usa i filtri u,g,r,i,z dello Sloan + y = 1005 nm | usa i filtri u,g,r,i,z dello Sloan + y = 1005 nm | usa i filtri u,g,r,i,z dello Sloan + y = 1005 nm | usa i filtri u,g,r,i,z dello Sloan + y = 1005 nm | usa i filtri u,g,r,i,z dello Sloan + y = 1005 nm | usa i filtri u,g,r,i,z dello Sloan + y = 1005 nm | usa i filtri u,g,r,i,z dello Sloan + y = 1005 nm | Panoramic Survey Telescope And Rapid Response System                                                          |
| ProNaOS/SPM                         | Band 1 = 180-240 µm                              | Band 2 = 240-340 µm                              | Band 3 = 340-540 µm                              | Band 4 = 540-1200 µm                             |                                                  |                                                  |                                                  |                                                  |                                                  | PROgramme NAtional d'Observations Submillerètrique/Systéme Photométrique Multibande, balloon-borne experiment |
| Sloan                               | u' = 354 nm                                      | g' = 475 nm                                      | r' = 622 nm                                      | i' = 763 nm                                      | z' = 905 nm                                      |                                                  |                                                  |                                                  |                                                  | Sloan Digital Sky Survey                                                                                      |
| SPIRIT III                          | Band B1 = 4,29 µm                                | Band B2 = 4,35 µm                                | Band A = 8,28 µm                                 | Band C = 12,13 µm                                | Band D = 14,65 µm                                | Band E = 21,34 µm                                |                                                  |                                                  |                                                  | Camera infrarossa sul Midcourse Space Experiment                                                              |
| Spitzer IRAC                        | 3,6 µm                                           | 4,5 µm                                           | 5,8 µm                                           | 8,0 µm                                           |                                                  |                                                  |                                                  |                                                  |                                                  | Infrared Array Camera sul telescopio spaziale Spitzer                                                         |
| Spitzer MIPS                        | 24 µm                                            | 70 µm                                            | 160 µm                                           |                                                  |                                                  |                                                  |                                                  |                                                  |                                                  | Multiband Imaging Photometer for Spitzer sullo Spitzer                                                        |
| Filtri Stromvil                     | U = 345                                          | P = 374                                          | S = 405                                          | Y = 466                                          | Z = 516                                          | V = 544                                          | S = 656                                          |                                                  |                                                  | Fotometria Stromvil                                                                                           |
| Filtri Strömgren                    | u = 350 nm                                       | v = 411 nm                                       | b = 467 nm                                       | y = 547 nm                                       | β narrow = 485,8 nm                              | β wide = 485 nm                                  |                                                  |                                                  |                                                  | Sistema fotometrico di Strömgren                                                                              |
| UKIDSS (WFCAM)                      | Z = 882 nm                                       | Y = 1031 nm                                      | J = 1248 nm                                      | H = 1631 nm                                      | K = 2201 nm                                      |                                                  |                                                  |                                                  |                                                  | UKIRT Infrared Deep Sky Survey                                                                                |
| Sistema fotometrico di Vilnius      | U = 345 nm                                       | P = 374 nm                                       | X = 405 nm                                       | Y = 466 nm                                       | Z = 516 nm                                       | V = 544 nm                                       | S = 656 nm                                       |                                                  |                                                  | Sistema fotometrico di Vilnius                                                                                |
| VISTA IRC                           | Z = 0,88 µm                                      | Y = 1,02 µm                                      | J = 1,25 µm                                      | H = 1,65 µm                                      | Ks = 2,20 µm                                     | NB1.18 = 1,18 µm                                 |                                                  |                                                  |                                                  | Visible & Infrared Survey Telescope for Astronomy                                                             |
| XMM-Newton OM                       | UVW2 = 212 nm                                    | UVM2 = 231 nm                                    | UVW1 = 291 nm                                    | U = 344 nm                                       | B = 450 nm                                       | V = 543 nm                                       |                                                  |                                                  |                                                  | XMM-Newton Optical/UV Monitoring                                                                              |
| XEST Survey                         | UVW2 = 212 nm                                    | UVM2 = 231 nm                                    | UVW1 = 291 nm                                    | U = 344 nm                                       | B = 450 nm                                       | V = 543 nm                                       | J = 1,25 µm                                      | H = 1,65 µm                                      | Ks = 2,15 µm                                     | Include 2MASS con XMM-Newton OM                                                                               |